# Green Spot

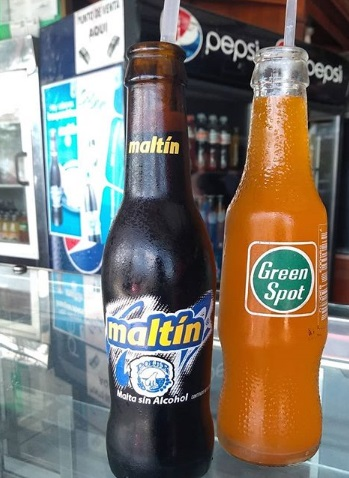
Vista de una botella de Green Spot al lado de una botella de Maltín Polar en Venezuela.

Green Spot es un refresco no carbonatado sin cafeína sabor a naranja, que se vende en Venezuela, Tailandia y otros países del sudeste de Asia.
Desarrollado en 1934 en los Estados Unidos después de la introducción de la soda de naranja, la marca estableció operaciones en Tailandia en 1954. Si bien la marca ya no es popular en los Estados Unidos, la marca actual ahora se centra en el mercado asiático.
Anteriormente solo estaba disponible en botellas, pero ahora también se vende en latas de 325 ml y 600 ml.
Green Spot alguna vez fue popular en Hong Kong, pero desde entonces ha dejado de vender sus bebidas en botella y cajas de Tetra Pak para vender en pequeñas cantidades. El refresco también estaba a la venta en los Países Bajos.